# لانگوداک، کیپ غربی
لانگوداک، وسترن کپ (به لاتین: Languedoc) یک شهرک در آفریقای جنوبی است که در منطقهٔ استلنبوش واقع شده‌است.